# Somos tú y yo (banda sonora)
Somos tu y yo es la banda sonora de la serie de televisión musical Somos tú y yo, transmitida por la cadena Boomerang en Estados Unidos, Hispanoamérica, Europa y Asia. La mayoría del álbum fue interpretado por la protagonista de la serie Sheryl Rubio, con el elenco de la serie. También interpretado por Víctor Drija, Rosmeri Marval, Arán de las Casas y Gabriel Coronel. El álbum recibió críticas mixtas de los medios gráficos.
El álbum fue lanzado el 27 de junio de 2007 por la compañía discográfica Universal Music Group. El primer sencillo de la banda sonora era la canción de la serie temática que da nombre al mismo álbum, interpretada por Sheryl Rubio y Víctor Drija, pero con el lanzamiento internacional de la serie han surgido otras versiones como la versión bisaya, con videoclip, titulada «Ikaw ug Ako» (lanzada el 18 de noviembre de 2013), la cual es usada como tema de apertura en Filipinas e Indonesia, en cambio en Italia el tema oficial de los créditos de apertura es el original cantando por Sheryl Rubio y Víctor Drija.

## Lista de canciones
- Edición estándar

| Somos tú y yo |                                                                        |                                                        |          |  |
| N.º           | Título                                                                 | Escritor(es)                                           | Duración |  |
| 1.            | «Somos tú y yo featuring Sheryl Rubio & Víctor Drija»                  | Daniel Espinoza, María Beatriz Padrón y Vladimir Pérez | 3:45     |  |
| 2.            | «Sí tú no estás featuring Sheryl Rubio & Víctor Drija»                 | Daniel Espinoza, María Beatriz Padrón y Vladimir Pérez | 4:49     |  |
| 3.            | «Sin ti featuring Sheryl Rubio & Víctor Drija»                         | Daniel Espinoza, María Beatriz Padrón y Vladimir Pérez | 4:01     |  |
| 4.            | «Sé que Cambié featuring Claudia Morales»                              | María Beatriz Padrón y Vladimir Pérez                  | 3:13     |  |
| 5.            | «La Fiesta va a Empezar featuring Sheryl Rubio & "Somos tú y yo" Cast» | Daniel Espinoza y Vladimir Pérez                       | 3:02     |  |
| 6.            | «Así somos featuring Víctor Drija»                                     | Daniel Espinoza y Vladimir Pérez                       | 3:44     |  |
| 7.            | «Y Si Fuera featuring Sheryl Rubio & Víctor Drija»                     | Vladimir Pérez                                         | 4:18     |  |
| 8.            | «El celular featuring Sheryl Rubio & "Somos tú y yo" Cast»             | Daniel Espinoza, María Beatriz Padrón y Vladimir Pérez | 2:59     |  |
| 9.            | «Hello featuring Rosmeri Marval & "Somos tú y yo" Cast»                | Daniel Espinoza y Vladimir Pérez                       | 3:38     |  |
| 10.           | «Tu Príncipe soy yo featuring Ricardo Páez»                            | Daniel Espinoza, María Beatriz Padrón y Vladimir Pérez | 2:41     |  |
| 11.           | «¿Qué pasó? featuring Sheryl Rubio & "Somos tú y yo" Cast»             | Daniel Espinoza y Vladimir Pérez                       | 2:50     |  |
| 12.           | «Estoy aquí featuring Sheryl Rubio & Víctor Drija»                     | Daniel Espinoza, María Beatriz Padrón y Vladimir Pérez | 2:12     |  |

## Certificaciones
| País      | Organismo certificador | Certificación | Ventas certificadas | Simbolización |
| --------- | ---------------------- | ------------- | ------------------- | ------------- |
| Venezuela | APFV                   |               | 10 000              | ▲             |

## Premios y nominaciones
| Año  | Premiación     | Categoría                                      | Nominado      | Resultado |
| ---- | -------------- | ---------------------------------------------- | ------------- | --------- |
| 2009 | Premios Gardel | Mejor Álbum Banda de Sonido de Cine/Televisión | Somos tú y yo | Nominados |